# Dogs of War
Dogs of War – dwunasty album studyjny heavymetalowego zespołu Saxon wydany 14 sierpnia 1995 roku przez wytwórnię Virgin Records.

## Lista utworów
1. „Dogs of War” – 4:36
2. „Burning Wheels” – 4:10
3. „Don't Worry” – 5:17
4. „Big Twin Rolling (Coming Home)” – 5:23
5. „Hold On” – 4:31
6. „The Great White Buffalo” – 5:52
7. „Demolition Alley” – 6:09
8. „Walking Through Tokyo” – 5:50
9. „Give It All Away” – 4:03
10. „Yesterday's Gone” – 3:43

## Twórcy
| Saxon w składzie - Biff Byford – wokal, producent - Paul Quinn – gitara - Graham Oliver – gitara - Nibbs Carter – gitara basowa - Nigel Glockler – perkusja | Personel - Rainer Hänsel – producent - Paul Raymond Gregory – projekt graficzny - Kalle Trapp – inżynier dźwięku, miksowanie - John Mc Lane – inżynier dźwięku, miksowanie - Dirk Zumpe – zdjęcia |